# POP (protokol)
Post Office Protocol (POP) ime je za jedan od popularnih protokola za prenos elektronske pošte preko IP mreža. Drugi protokol za prenos elektronske pošte je IMAP.